# جون جيمس باورز
جون جيمس باورز (بالإنجليزية: John James Powers)‏ هو ضابط أمريكي، ولد في 3 يوليو 1912 في نيويورك في الولايات المتحدة، وتوفي في 8 مايو 1942 في بحر المرجان في أستراليا.